# Podospora araneosa
Podospora araneosa är en svampart som tillhör divisionen sporsäcksvampar, och som först beskrevs av Roy Franklin Cain, och fick sitt nu gällande namn av Roy Franklin Cain. Podospora araneosa ingår i släktet Podospora, och familjen Lasiosphaeriaceae. Arten är reproducerande i Sverige.